# Yeonggwang-gun
Yeonggwang-gun (hangul 영광군, hanja 靈光郡;) är en landskommun (gun)  i den sydkoreanska provinsen Södra Jeolla.  Vid slutet av 2020 hade kommunen 54 026 invånare. Dess administrativa huvudort är Yeonggwang-eup.
Yeonggwang-gun är känt för sin produktion av torkad och saltad fisk ur arten Larimichthys polyactis, vilken säljs under namnet gulbi (굴비) på koreanska.
Kommunen består av tre köpingar (eup) och åtta socknar (myeon):
Baeksu-eup,
Beopseong-myeon,
Bulgap-myeon,
Daema-myeon,
Gunnam-myeon,
Gunseo-myeon,
Hongnong-eup,
Myoryang-myeon,
Nagwol-myeon,
Yeomsan-myeon och
Yeonggwang-eup.